# Ballerina (film, 2023)
Pour les articles homonymes, voir Ballerina.
Pour plus de détails, voir Fiche technique et Distribution.
Ballerina (hangeul : 발레리나 ; RR : Ballerina ; litt. « Ballerine ») est un thriller d'action sud-coréen réalisé par Lee Chung-hyun et sorti en 2023.
Ce film met en vedette Jeon Jong-seo, Kim Ji-hoon et Park Yu-rim dans les rôles principaux.
Il est présenté en avant-première, le 5 octobre 2023, dans la section « Korean Cinema Today – Special Premiere » au 28e édition du Festival international du film de Busan.

## Synopsis
Jang Ok-ju, une ancienne garde du corps pour clients VIP, découvre que sa meilleure amie Choi Min-hee est décédée et son dernier souhait adressé à Ok-ju est qu'elle tue un trafiquant sexuel Choi Pro, car il avait victimisé Min-hee en la filmant et en lui extorquant de l'argent à cause de la vidéo. Ok-ju recherche Choi via son profil Internet et trouve son adresse, où elle le traque pendant un moment et le trompe en l'emmenant au motel, où Min-hee a été filmée.
Ok-ju combat Choi et le blesse brutalement au motel, mais Ok-ju est obligée de s'échapper alors que le gang de Choi l'attaque. Ok-ju et une lycéene, qui veut échapper aux trafiquants, élaborent un nouveau plan et Ok-ju fait appel à un vieil ami pour trouver des armes afin d'élaborer une stratégie pour attaquer le gang au mieux. Le chef du gang de Choi lui ordonne de retrouver Ok-ju et de l'amener à lui. Choi traque et attaque Ok-ju, qui s'enfuit plus tard par une fenêtre.
Choi rapporte au chef qu'il a tué Ok-ju et l'a enterrée dans les montagnes. Ok-ju rend visite au chef du gang et le tue, où elle se bat avec d'autres gangsters jusqu'à ce que l'un d'eux révèle l'emplacement de Choi. Ok-ju trouve Choi et le désarme, puis l'emmène sur une plage et le brûle à mort. Ok-ju arrive chez Choi et emporte toutes les vidéos contenant le tournage des victimes, puis s'en va vers le coucher du soleil.

## Fiche technique
Sauf indication contraire ou complémentaire, les informations mentionnées dans cette section peuvent être confirmées par la base de données de KMDb
- Titre original : 발레리나
- Titre français : Ballerina
- Réalisation et scénario : Lee Chung-hyun
- Musique : Gray
- Décors : Shin Bo-ra
- Costumes : Lee Jeong-ah
- Photographie : Cho Young-jik
- Montage : Cho Ha-nul
- Production : Byun Seung-min et Choi Ji-young
- Société de production : Climax Studio
- Société de distribution : Netflix
- Pays de production :  Corée du Sud
- Langue originale : coréen
- Format : couleur
- Genre : action, thriller
- Durée : 92 minutes
- Dates de sortie[2] :
  - Corée du Sud : 5 octobre 2023 (Festival international du film de Busan)
  - Monde : 6 octobre 2023 (Netflix)

## Distribution
- Jeon Jong-seo : Jang Ok-ju
- Kim Ji-hoon : Choi Pro
- Park Yu-rim (en) : Choi Min-hee
- Shin Se-hwi (en) : l'étudiante victime
- Park Hyung-soo : Myung-shik
- Kim Mu-yeol (en) : le chef Jo
- Jang Yoon-ju (en) : Mun-yeong
- Kim Young-ok : la marchande d'armes
- Joo Hyun (en) : le marchand d'armes
- Harrison Xu (voix)
- Dylan Besseau : Mr Yung
- Jason Ko (voix)

## Production

### Développement
En avril 2022, confirmant la production de Ballerina, Netflix annonce la distribution et l'équipe du film. Réalisé par Lee Chung-hyun et produit par Climax Studio, il a pour acteurs principaux Jeon Jong-seo, Kim Ji-hoon et Park Yu-rim, tandis que la musique est composée par Gray.
Il marque également les retrouvailles de Jeon Jong-seo, Kim Ji-hoon et Jang Yoon-ju, après avoir travaillé ensemble dans la série télévisée Money Heist Korea: Joint Economic Area.
En janvier 2023, Netflix a annoncé sa programmation de films coréens à venir et Ballerina figurait parmi les six films coréens ajoutés sur la plateforme.

### Tournage
Le tournage débute le 15 juin 2022 et se termine le 25 octobre de la même année.

### Musique
La musique du film est composée par Gray,.

## Accueil

### Festival et sortie
Le film est présenté en avant-première au 28e Festival international du film de Busan dans la section « Korean Cinema Today – Special Premiere » le 5 octobre 2023. Il est disponible en streaming à partir du 6 octobre sur Netflix dans le monde entier,,.

### Accueil critique
Sur le site de l'agrégateur de Rotten Tomatoes, le film a un taux d'approbation de 91 % sur la base de 11 critiques, avec une note moyenne de 6.6⁄10[réf. nécessaire].

### Box-office
Du 9 au 15 octobre 2023, Ballerina est visionné 14,7 millions de fois et totalise 23,1 millions d'heures de visionnage. Il se trouve à la première place du classement mondial des dix films non anglophones les plus regardés sur Netflix,.

## Distinctions

### Nominations
- Blue Dragon Film Awards 2023[13]
  - Meilleure musique pour Gray
  - Meilleure direction artistique pour Kim Min Hye